# Serenay Aktaş
Serenay Aktaş (Istanbul, 1 d'octubre de 1993) és una actriu de Yeşilçam (cinema turc) i de sèries de televisió i també jugadora de futbol turca. Des del 2015 juga amb el BJK d'Istanbul, però ha fet una pausa del futbol per a participar en el concurs de televisió Survival.